# حزب الأمة الاشتراكي
حزب الأمة الاشتراكي هو حزب سياسي عراقي أسسه صالح جبر عام 1951. سعى الحزب إلى اكتساب الشعبية من خلال تبني المبادئ الاشتراكية، والقومية العربية، والمبادئ الديمقراطية. وقد واجه قدرًا هائلاً من الشكوك والانتقادات من الصحافة العراقية، حيث كان صالح جبر معروفًا بعلاقاته الوثيقة مع الإقطاعيين وزعماء العشائر العراقية الذين عارضوا الاشتراكية. عارض الحزب سياسات نوري السعيد وسعى إلى الحد من نفوذه في السياسة العراقية. وأصدر الحزب صحيفتين : النبأ، والأمة.